# تی‌وی.کام
تی‌وی.کام وب‌گاهی مربوط به مجموعه‌ها و فیلم‌های تلویزیونی است که صاحب آن CBS Interactive می‌باشد.این وب‌گاه بیشتر روی سریال‌های انگلیسی‌زبان که در کشورهای ایالات متحده، بریتانیا، استرالیا، کانادا، زلاندنو، ایرلند و ژاپن پخش می‌شود، تمرکز دارد.هم‌چنین دارای نسخه‌های بریتانیایی و استرالیایی نیز هست که آدرس آن‌ها به ترتیب https://web.archive.org/web/20151102153951/http://uk.tv.com/ و https://web.archive.org/web/20170520113430/http://au.tv.com/ می‌باشد.